# Matsumoto Shisui
Matsumoto Shisui (japanisch 松本 姿水; geboren 26. Mai 1887 in Utsunomiya (Präfektur Tochigi); gestorben 23. Oktober 1972) war ein japanischer Maler der Nihonga-Richtung.

## Leben und Werk
Matsumoto Shisui ging 1902 nach Tokio, studierte Malerei im Nihonga- und im "westlichen" Yōga-Stil an der Kunstschule der Künstlervereinigung Hakubakai (白馬会). 1913 wurde er zum ersten Mal zur Ausstellungsreihe „Bunten“ mit seinem Bild „Shoshū no asa“ (初秋の朝) – „Morgen im Früherbst“ zugelassen. Ab 1917 bildete er sich unter Kawai Gyokudō weiter.
1919 konnte Matsumoto auf der 1. „Teiten“ das Bild (薫風) zeigen. Ab da wurde er jedes Jahr zugelassen. Sein auf der 6. „Teiten“ gezeigtes Bildrollen-Paar „Kureru haru“ (暮るゝ春) – „Sämmernder Frühling“ erhielt eine besondere Auszeichnung. 1927 wurde er Mitglied des „Teiten“-Komitees, 1934 Juror. 1931 war er auf der  Ausstellung japanische Malerei in Berlin zu sehen. 1938 gründete er zusammen mit Noda Kyūho (1879–1971), Iwada Masami (岩田 正巳; 1893–1988), Mochizuki Shunkō und anderen die Künstlergruppe „Nihonga-in“ (日本画院) und stellte auf dieser Ausstellungsreihe aus.
Nach dem Zweiten Weltkrieg wurde Matsumoto ab der 3. „Nitten“ eingeladen, seine Bilder zu zeigen. Das erste darunter war „Hiiru mugi“ (ひいるむぎ) – „Sommerliches Korn“. Mit Katayama Nampū und anderen gründete er die Künstlergruppe „Shinjin-kai“ (伸々会). Er wirkte als Lehrbeauftragter an der „Tokyo University of Education“ (東京教育大学, Tōkyō kyōiku daigaku).
Weitere Werke sind:
- „Hototogisu“ (ほとゝぎす) – „Nachtigall“
- „Nashi no hana chiru yū“ (梨の花散る夕) – „Abend mit Birnblütenfall“
- „Mei-an“ (明暗) – „Hell und Dunkel“

## Weblink (Bilder)
Das Nationalmuseum für moderne Kunst Tokio besitzt:
- 瑞雪 – „Gutes Vorzeichen Schnee“ (1942)